# Rugby Vicenza
ASD Rugby Vicenza è un club italiano di rugby a 15 di Vicenza costituito da tre associazioni che gestiscono le varie attività per fascia d'età: Rugby Vicenza 2025 SSD i seniores, Rangers Rugby Vicenza le attività giovanili dai 14 anni alla seconda squadra, Amatori Rugby Vicenza minirugby e attività fino ai 14 anni.
La prima squadra milita dal 2023 in Serie A Èlite, il campionato di vertice del rugby italiano.

## Storia
La comparsa del rugby in città avvenne intorno agli anni trenta del XX secolo, quando un gruppo di studenti universitari ivi portò il gioco della palla ovale.
La sperimentazione durò pochi anni in quanto la guerra mobilitò alle armi molti di quei giocatori.
Negli anni sessanta si ritentò e fu fondato il Recoaro Rugby XIII, dal nome dell'omonima ditta di acque minerali, che partecipò al campionato di serie A di rugby a 13.
La società però si sciolse dopo alcuni anni.
Fu nel 1974 che alcuni giocatori del vecchio Recoaro fondarono l'attuale club, praticando prima al campo del quartiere dei Ferrovieri e, successivamente, nella struttura attuale costruita nel 1977.
Il club metteva in campo due squadre seniores e una Under 19 e presso le sue strutture si organizzarono tornei studenteschi molto partecipati.
Fu formata anche una squadra femminile.
In quegli anni lo Zugi, così chiamato dal nome del suo primo sponsor, si attestò ai vertici della serie C1.
Dopo aver sfiorato una prima promozione in Serie B, persa ai play-off contro Civitavecchia, a metà degli anni ottanta avvenne la fusione con Thiene che portò in dote giocatori come John Kirwan, Giuseppe Artuso, Ian Foster ed Héctor De Marco.
Dopo la discesa in serie C, la squadra tornò in serie B nel 2011 e, l'anno successivo, in serie A.
A febbraio 2017 il Rangers perse il suo capitano, l'italo-argentino Bruno Andrés Doglioli, radiato per avere aggredito con un placcaggio alle spalle l'arbitro romano Maria Beatrice Benvenuti a Padova durante un incontro con il Valsugana nel dicembre precedente.
Dal 2022-23 l'allenatore è Andrea Cavinato che, al suo primo anno nel club, ha condotto la squadra alla vittoria nella stagione regolare e, successivamente, a quella della finale di campionato contro la S.S. Lazio, grazie alla quale ha permesso al Vicenza di raggiungere per la prima volta la promozione in  Serie A Élite .

## Impianti
- Rugby Arena, in via Baracca (quartiere dei Ferrovieri): inaugurata nel 2012, è la sede degli incontri interni e gli allenamenti della prima squadra e del minirugby. Presenta un campo in erba naturale ed uno in erba sintetica di ultima generazione;
- Stadio Angelo Gobbato: si trova nel settore settentrionale della città ed è la sede del club; un tempo sede degli incontri interni, oggi ospita la club house, gli allenamenti e gli incontri delle categorie giovanili e minirugby;
- Campo parrocchiale Torri di Quartesolo: utilizzato per gli allenamenti del minirugby.

## Cronistoria
| Cronistoria dell’ASD Rangers Rugby Vicenza |
| --- |
| - 2009-10 · 2ª serie C Sconfitta play-off promozione - 2010-11 · 2ª serie C Promozione in serie B - 2011-12 · 2º girone C serie B Promozione in serie A2 - 2012-13 · 3º serie A2 - 2013-14 · 4º serie A2 Assegnazione alla nuova serie A - 2014-15 · 4º girone C serie A 3° pool 2 salvezza - 2015-16 · 2º girone C serie A 6° pool 2 promozione - 2016-17 · 6º girone C serie A - 2017-18 · 4º girone C serie A 4º pool 2 salvezza - 2018-19 · 9º girone B serie A 2º play-out salvezza - 2019-20 · girone 2 serie A - 2020-21 · Girone 2 serie A - 2021-22 · 2º girone 2 serie A - 2022-23 · 1º girone 2 serie A Promozione in Serie A Élite - 2023-24 · 9º Serie A Élite - 2024-25 · 8º Serie A Élite |